# Pegomya lyrura
Pegomya lyrura är en tvåvingeart som beskrevs av Fan 1982. Pegomya lyrura ingår i släktet Pegomya och familjen blomsterflugor. Inga underarter finns listade i Catalogue of Life.